# Madeleine Marzin
Madeleine Marzin (* 21. Juli 1908 in Loudéac; † 27. Mai 1998 in Paris) war eine französische Politikerin der PCF. Sie nahm während des Zweiten Weltkriegs am Widerstand gegen die deutsche Besatzung teil und war von 1951 bis 1958 Abgeordnete der Nationalversammlung.

## Leben und Werdegang

### Frühes Leben
Marzin wurde als Tochter eines Tagelöhners, der hauptsächlich als Maurer arbeitete, und einer Kauffrau in der Bretagne geboren. Sie besaß vier Brüder, wurde von ihrer Mutter katholisch erzogen und musste 1925 den Tod ihres kriegsversehrten Vaters erleben. 1929 schloss sie in Saint-Brieuc ihr Lehramtsstudium ab, um anschließend in der Hauptstadt Paris und danach in Le Plessis-Robinson ihren Beruf auszuüben. Dort erfolgte ihr Eintritt in die kommunistische Partei PCF, während sie sich zugleich in einem bretonischen Kulturverein engagierte, der vom sozialistischen Politiker Marcel Cachin gegründet worden war. Daneben leistete sie gewerkschaftliche Arbeit, wobei sie in den 1930er-Jahren verschiedene höhere Posten innehatte, musste jedoch aufgrund gesundheitlicher Probleme ihre politische Karriere für einige Jahre ruhen lassen.

### Zeit im Widerstand
Infolge der Besetzung Frankreichs durch deutsche Truppen im Jahr 1940 nahm sie ihre Aktivität wieder auf, arbeitete für die inzwischen verbotene kommunistische Partei und konzentrierte sich dabei insbesondere auf den Erhalt unabhängiger Bildungseinrichtungen. Am 31. Mai 1942 organisierte sie mit anderen Frauen die sogenannte Demonstration in der rue Buci. Sie wurde verhaftet und am 23. Juni durch ein Tribunal zum Tode verurteilt. Dieses Urteil wurde am 22. Juli auf eine lebenslange Haftstrafe reduziert. Bereits im August desselben Jahres endete jedoch ihre Haft, da sie mit dem Zug nach Rennes gebracht werden sollte und ihr am Gare Montparnasse in Paris die Flucht gelang. Sie lebte im Untergrund und war für die Frauenbewegung UFF tätig, bis Frankreich 1944 befreit wurde. Für ihre Verdienste im Widerstand wurde sie mit der Médaille de la Résistance ausgezeichnet.

### Karriere in politischen Ämtern
Direkt im Anschluss an die Befreiung wurde Marzin 1944 in den Stadtrat von Paris gewählt und zog darüber hinaus in den Generalrat des Départements Seine ein. In letzterem übernahm sie 1946 das Amt einer Sekretärin. Mit ihren Kandidaturen für die verfassungsgebenden Nationalversammlungen im Jahr 1945 und die reguläre Nationalversammlung 1946 bemühte sie sich um einen Einstieg in die landesweite Politik, der aber aufgrund ihrer niedrigen Positionen auf der Liste zunächst erfolglos blieb. Bei den Wahlen 1951 war sie hingegen als Listenvierte im Département Seine, das Paris und das unmittelbare Umland umfasste, gesetzt und schaffte so den Einzug ins Parlament. In der Nationalversammlung widmete sie sich als Angehörige der kommunistischen Fraktion im Wesentlichen Bildungsfragen, wobei sie meist den Positionen der damaligen Bildungsminister widersprach. Bei anderen politischen Fragen unterstützte sie durchweg die jeweilige Haltung ihrer Fraktion. 1956 gelang ihr die Wiederwahl als Abgeordnete. Im Juni 1958 stimmte sie gegen die Ermächtigung Charles de Gaulles, der die Abschaffung der Vierten Republik einleitete. Durch die daraus resultierende Parlamentsauflösung verlor sie wenig später ihr Mandat. Anschließend richtete sie ihr Augenmerk wieder auf die lokale Politik, kehrte 1959 in den Stadtrat von Paris zurück und war dort bis 1971 vertreten. Die unverheiratete Politikerin lebte im Ruhestand weiter in der Hauptstadt, wo sie 1998 starb.